# Spies Like Us
Spies Like Us is een Amerikaanse komische film uit 1985 van John Landis met in de hoofdrollen onder meer Dan Aykroyd, Chevy Chase en Donna Dixon.

## Verhaal
Austin Millbarge (Dan Aykroyd) is een eenvoudige cryptografisch expert in het Pentagon die hogerop wil. Hij en de sarcastische Emmett Fitz-Hume (Chevy Chase) worden met minimale training op een missie naar Centraal-Azië gestuurd, puur om de aandacht af te leiden van een wel capabel team dat daar een mobiele lanceerinstallatie voor intercontinentale raketten buit moet maken. Het andere team faalt, waarna de enige overlevende, Karen Boyer (Donna Dixon), haar krachten bundelt met Millbarge en Fitz-Hume.
| Acteur          | Personage                 | Opmerkingen |
| --------------- | ------------------------- | ----------- |
| Dan Aykroyd     | Austin Millbarge          |             |
| Chevy Chase     | Emmett Fitz-Hume          |             |
| Donna Dixon     | Karen Boyer               |             |
| Bruce Davison   | Ruby                      |             |
| William Prince  | Keyes                     |             |
| Steve Forrest   | generaal Sline            |             |
| Tom Hatten      | generaal Miegs            |             |
| Bernie Casey    | kolonel Rhumbus           |             |
| Charles McKeown | Jerry Hadley              |             |
| Terry Gilliam   | dr. Imhaus                |             |
| Ray Harryhausen | dr. Marston               |             |
| Derek Meddings  | dr. Stinson               |             |
| Vanessa Angel   | lid Russisch raketteam    |             |
| James Daughton  | Rob Hodges                |             |
| Frank Oz        | toezichthouder bij examen |             |
| Matt Frewer     | soldaat                   |             |
| Bob Hope        | zichzelf                  |             |
| Joel Coen       | beveiliger                |             |
| Sam Raimi       | beveiliger                |             |
| Martin Brest    | beveiliger                |             |
| Costa-Gavras    | politieagent              |             |

Toenmalig president Ronald Reagan is te zien op bestaande beelden.

## Muziek
De door Paul McCartney geschreven en gezongen titelsong werd een hit. In de videoclip, eveneens door Landis geregisseerd, zijn Aykroyd en Chase ook te zien.